# Hlebnikov
Hlebnikov je priimek več oseb:
- Nikolaj Mihailovič Hlebnikov, sovjetski general
- Velimir Hlebnikov, ruski književnik